# Смит, Уильям Райт
Уильям Райт Смит (англ. William Wright Smith, 2 февраля 1875 — 15 декабря 1956) — шотландский ботаник и садовод.

## Биография
Уильям Райт Смит родился 2 февраля 1875 года.
С 1922 по 1956 год он был директором Королевского ботанического сада Эдинбурга. В 1932 году Уильям Райт Смит был избран членом Лондонского королевского общества. Он внёс значительный вклад в ботанику, описал множество видов семенных растений.
Уильям Райт Смит умер в Эдинбурге 15 декабря 1956 года.

## Научная деятельность
Уильям Райт Смит специализировался на семенных растениях.